# جیم گالاگر، پسر
جیم گالاگر، پسر (انگلیسی: Jim Gallagher, Jr.؛ زادهٔ ۲۴ مارس ۱۹۶۱) یک گلف‌باز است.